# Фуггер, Отто Генрих
Отто Генрих Фуггер (нем. Otto Heinrich Fugger;  12 января 1592 года, Аугсбург, Герцогство Бавария — 12 октября 1644 года, Аугсбург, Курфюршество Бавария) — баварский военный и политический деятель. Участник Тридцатилетней войны, командующий войсками Католической лиги. Гехаймрат, гофмаршал и обер-камергер короля Баварии, а также имперский советник и камергер императора Священной Римской империи, граф Империи, кавалер ордена Золотого руна. Граф Кирхберг и Вайсенхорн из рода Фуггер.

## Биография
Родился 12 января 1592 года в Аугсбурге в семье Кристофа Фуггера фон Глётта (1566—1615) и его жены — графини Марии Шварценберг-Гогенландсбергской (1572—1622). Приходился внуком Антуану Фуггеру и правнучатым племянником Якову Богатому.  
В XVI веке Фуггеры стали главными кредиторами династии Габсбургов. Хотя Фуггеры традиционно занимались торговлей и банковским делом, Отто Генрих выбрал военную карьеру. Получил образование в университетах Ингольштадта и Перуджи.  В 1617 году под началом губернатора Миланcкого герцогства Педро де Толедо Осорио участвовал в осаде Верчелли в ходе Войны за монферратское наследство. 
После начала Тридцатилетней войны присоединился к имперской армии в качестве командира полка, сформированного из жителей Швабии. В 1619 году стал императорским советником и камергером. В 1620 году принимал участие в сражении на Белой горе под командованием графа Бюкуа. В 1620—1623 годах под командованием полковника Коллальто участвовал в боевых действиях в Венгрии и Моравии против антигабсбургского движения, возглавляемого королём Габором Бетленом. В 1624 году двинулся в Нидерланды с вспомогательными войсками, отправленными к маркизу Спиноле. Под командованием последнего принимал участие в осаде Бреды. После падения этой крепости в июне 1625 года, в составе армии Коллальто был отправлен на помощь к Валленштейну и принимал участие в кампании в Нижней Саксонии.  
В 1629—1631 годах вновь сражался в Северной Италии в составе имперского контингента отправленного на помощь испанцам в войне за мантуанское наследство.   
В 1631 году перешёл на службу к Баварскому герцогу Максимилиану I и получил звание генерал-вахмейстер пехоты. Сформировал для Католической лиги новые полки, во главе которых двинулся в Гессен-Кассель для борьбы с ландграфом Вильгельмом V Гессен-Кассельским. В ходе этой операции смог оккупировать княжество-аббатство Фульда и собирался атаковать аббатство Херсфельд. Однако, после поражения католиков при Брейтенфельде был вынужден отступить из Гессена и присоединиться к фельдмаршалу Тилли для совместной борьбы с шведской армией под командованием Густава II Адольфа.  
В 1632 году двинулся под командованием Тилли во Франконию, где ему удалось овладеть Виндесхаймом и Ротенбург-об-дер-Таубером. После этого вернулся в Швабию. Получил звание генерал-цейхмейстер и генерала от артиллерии.
После смерти Тилли, смертельно раненого в битве на реке Лех, командующим войсками католиков стал фельдмаршал Иоганн фон Альдринген. Перешедший под его командование Фуггер был назначен генерал-командующим Баварии и получил приказ прикрывать западную границу Баварии. Там ему удалось выбить шведов из Ландсберга. После чего им был получен приказ двигаться к Валленштейну, занятому осадой Нюрнберга. Прибыв к нему на помощь со своим шеститысячным отрядом, Фуггер участвовал в битве при Альте-Весте. После победы в этом сражении Валленштейн направил свою армию в Тюрингию, в то время как Фуггер вернулся в Швабию под командованием Альдрингена. В следующем году под его командованием Фуггер сражался против Бернара Саксен-Веймарского в Эльзасе. 
После того как 22 июля 1634 года фельдмаршал Альдринген погиб при защите Ландсгута Отто Генрих, Фуггер был назначен командующим силами Католической лиги. Он осадил Регенсбург, а когда после сдачи этого города шведы под командованием Горна отступили в Швабию, двинулся на Нёрдлинген. Перед битвой при Нёрдлингене в сентябре командование войсками Лиги было передано Карлу IV Лотарингскому. Однако Фуггер всё же воспользовался случаем блестяще отличиться и в этой битве.
За годы службы имел придворные звания гехаймрата, гофмаршала и обер-камергера при дворе короля Баварии, а также имперского советника и камергера при дворе императора Священной Римской империи. За свою службу получил от короля Испании высшую награду Габсбургов — орден Золотого руна, а от императора Фердинанда III — титул графа Империи.
В 1635 году был назначен губернатором Аугсбурга. Его правление из-за религиозной нетерпимости вызвало большое недовольство со стороны протестантов. Значительно увеличил влияние католиков, заменив ими протестантов в муниципальном совете. Потребовал от граждан бо́льших пожертвований в казну. Когда жалобы горожан достигла императора Фердинанда II, был уволен с поста губернатора в 1636 году, но сохранил за собой должность Командующего оккупационными войсками.
Умер 12 октября 1644 года и был похоронен в базилике Святого Ульриха в Аугсбурге. По другим данным, умер в Аугсбурге в 1635 году.

## Семья
29 октября 1612 года женился на Анне фон Паппенгейм (1584—1616) — единственной дочери имперского маршала Александра фон Паппенгейма. После её смерти унаследовал владения Паппенгеймов.
В 1618 году женился на Марии Элизабет фон Вальдбург-Цайль, дочери барона Фробена фон Вальдбург-Цайль. В этом браке родились 18 детей: 10 сыновей и 8 дочерей. Старший сын, Бонавентура (1619—1693), унаследовал титул графа Кирхберга и Вейсенхорна и женился на баронессе Клаудии фон Мерси, дочери баварского фельдмаршала Франца фон Мерси. Иоганн Отто (1631—1687) стал императорским тайным советником, а Пауль Фуггер (1637—1701) — рейхшофратом и оберстхофмейстером Баварии.

## Галерея
- Замок Фуггеров Кирхгайм в Швабии
- Первая жена Анна фон Паппенгейм
- Вторая жена Мария Элизабета фон Вальдбург-Цайль
- Тарелка с гербом Фуггер-Кирхберг-Вайсенхорна.